# ビームラーオ・アンベードカル
ビームラーオ・ラームジー・アンベードカル（マラーティー語: भीमराव रामजी आंबेडकर、Bhimrao Ramji Ambedkar、1891年4月14日 - 1956年12月6日）は、インドの政治家（ネルー内閣の法務大臣）、思想家。インド憲法の草案作成者。反カースト（不可触民改革）運動の指導者。
カースト制度の最下層（ダリット）の家庭に生まれ、同国で長く続く身分差別の因習を打破するための活動に尽力したほか、死の2か月前に約50万人の人々と共に仏教に集団改宗し、仏教復興運動を始めたことで知られている。ナーグプルの集団改宗の場所はディークシャーブーミと呼ばれ、多くの巡礼者が訪れており、「バーバーサーヒブ・アンベードカル」（Babasaheb、baba は父、saheb は敬称で、「師父」といった意味）の敬称でも呼ばれる。
1952年6月15日にコロンビア大学より、1953年1月12日にオスマニア大学より名誉法学博士(LL.D.)を授与されている。

## 略歴
アンベードカルの父はマハーラーシュトラ州のラトナーギリー地区出身で、ある程度の正規の教育をマラーティー語と英語の両方によって身につけていた。父は息子に勉強を教え、知識の獲得へと向けて励ました。1908年にアンベードカルは大学入学資格試験に合格。これは、彼の所属していたコミュニティでは、不可触民としては初めてのことだった。4年後、ボンベイ大学のエルフィンストーン・カレッジを、政治学と経済学の学士号（B.A.）を取得して卒業。ヴァドーダラー藩王国から、留学終了後の10年間藩王国のために働く条件で奨学金を受けた。ヴァドーダラー藩王サヤージー・ラーオ・ガーイクワード3世は不可触民制の問題に深い関心を持つ開明君主として知られていた。
1913年から1916年の間、ニューヨークのコロンビア大学で学ぶ。コロンビア大学での3年で、経済学、社会学、歴史学、哲学、人類学、政治学を研究。1915年に経済学の修士号（M.A.）を取得。1916年に論文「英領インドにおける地方財政の進展」によって博士号を取得。アメリカでの勉学を終えると、1916年6月にニューヨークからロンドンへと移り、ロンドン・スクール・オブ・エコノミクス（LSE）とグレイ法曹院への入学を許可された。1年後に奨学金の期間が終了した。
ヴァドーダラー藩王国に仕えたものの、差別にたまりかねて辞職しボンベイに戻った。その後、コールハープル藩王シュリー・シャーフーの知遇を得て、1920年にボンベイのシドナム・カレッジで教え、マラーティー語の隔週刊の新聞『ムーク・ナーヤク』（『声なきものたちの指導者』）を発刊。ロンドンに戻って勉学を続けられるようになった。次の三年間の課程では学位請求論文「ルピーの問題」でロンドン大学から科学博士（D.Sc）を取得。並行して、弁護士資格のための勉強を行い、英国の上級法廷弁護士資格を取得した。イングランドでの生活を完全に終える前に、アンベードカルはドイツで3か月を過ごし、ボン大学で経済学をさらに深く学んだ。
インドに戻ると、ボンベイに落ち着き、活発な活動を開始。1923年7月には上級法廷弁護士として開業し、大学で教え、様々な公的組織に対して不可触民について証言し、新聞を発行、ボンベイ州立法参事会のメンバーに任命され指導的な役割を担うようになった。
またロンドンで開かれた、3次にわたるインドの様々な共同体の代表と英国の三つの政党がインドの将来の憲法の草案を検討するための英印円卓会議に出席した。
インド帰国直後の時期、被抑圧者救済会（バヒシュクリット・ヒタカーリニー・サバー）の組織を手助けし、その理事長に就任。この組織の目的は不可触民と低いカーストの人々への教育の普及と雇用の促進（「留保措置」など）、その経済的状況の改善、そして彼らの不満に声を与えることだった。

## 不可触民制度との戦い
1927年から1932年の間、支持者とともにヒンドゥー寺院への立ち入り、公共の貯水池や井戸の利用についての不可触民の権利の確認を求めた非暴力運動を推進。この二つの運動は特別な重要性を持っていた。運動は、ナーシクのカーラーラーム寺院からと、マハード市のチャウダール貯水池からの不可触民の排除に反対するものだった。
二つの運動にはどちらも数万人の不可触民のサティヤーグラヒー（つまり非暴力抵抗者たち）が参加した。上位カーストのカーストヒンドゥーたちは暴力的な反応を示した。チャウダール貯水池の運動は、数年にわたる訴訟を経て、下層カーストの活動家たちの法的な勝利のうちに終了した。なお、ヒンドゥー教の古来の聖典『マヌ法典』が不可触民への過酷な扱いへの大きな根拠になっていると考えていたアンベードカルは、チャウダール貯水池の運動の際にその場で『マヌ法典』を焼却するという挙に出ている。

## 政治的経歴
1935年からボンベイのロースクールに籍を置き、その傍らインド独立労働党を結成。1937年に英国統治下の「国民議会」議員として政界入り。カースト制度に反対する立場から、カースト解消に不徹底なマハトマ・ガンディーに対して、更には全インド・ムスリム連盟に代表されるイスラム教の風習に対しても批判的立場を採った。
政治家としては総督府の防衛諮問委員や労働相を歴任している。

## インド憲法の父

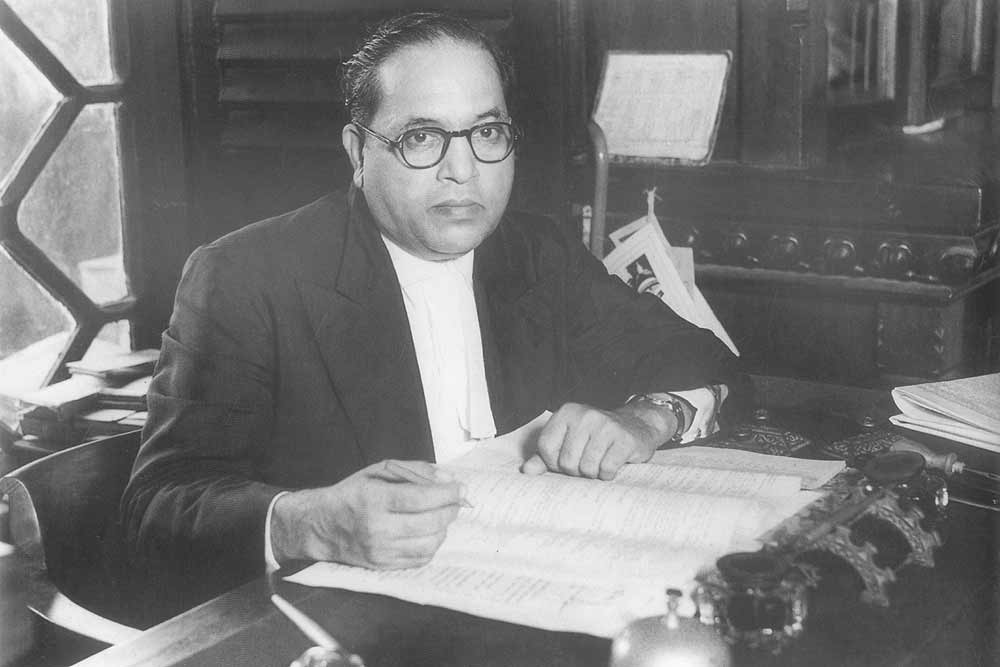
法相として執務中のアンベードカル（1950年）

1947年8月15日にインドが独立を果たすと法相になると共に、憲法起草委員の一人としてインド憲法の制定に関わる。彼の草案には信教の自由や封建遺制の禁止などが明記されると共に、被差別カーストに対するアファーマティブアクションも規定されていた。しかしジャム・カシミール州への特別な地位を与える条項に対しては反対を表明し、結局彼の草案の多くを採用することによって1949年11月26日に憲法は採択された。また経済政策においては農業面での投資を重視し、被差別カーストにまで負担することになる所得税中心ではなく固定資産税と物品税中心の税制にすべきと主張。インド・ルピーの貨幣制度整備のみならず労使関係の近代化、更には避妊や家族計画など女性の地位向上にも努めた。
しかし政治的には振るわず1952年に国政の議席を失うと、大統領任命の終身上院議員として政治に関わることになった。

## 仏教へ改宗

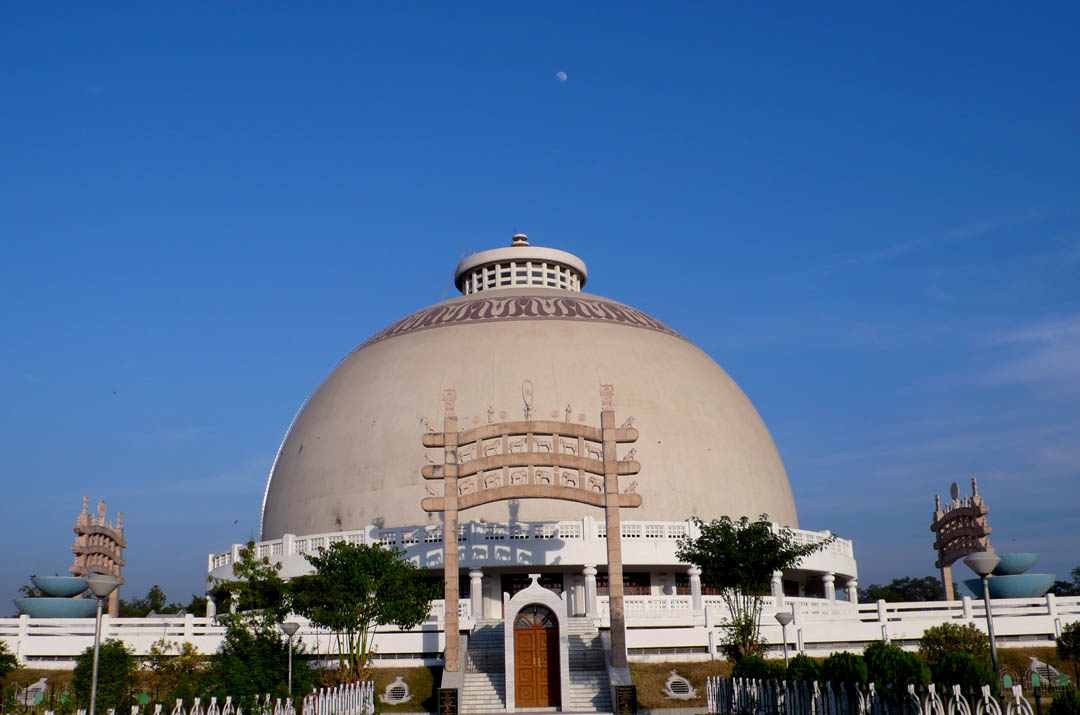
ナーグプールにあるディークシャーブーミ（改宗広場）のストゥーパ

1950年、アンベードカルは世界仏教徒連盟の創立総会に赴くためにセイロンを訪問、これを切っ掛けとして以前から興味を持っていた仏教への関心を深める。
アンベードカルは学生時代から宗教を否定する共産主義には否定的であり、自分が落選した原因も支持層の重なっていたインド共産党にあるとみていた。そしてマルクスと仏陀を比較する発言を多くするようになり、1953年は次のように述べた。
ビルマに2度訪問し、1954年にインド仏教徒協会を創設した。だがこの頃から以前から患っていた糖尿病が悪化し、1956年12月に死去する2ヶ月前の10月14日に三帰依・五戒を授けられることで正式に仏教徒となる。これに続いて50万人もの不可触民（ダリット）も仏教へ改宗し、新仏教運動への切っ掛けとなった。

## 記念館

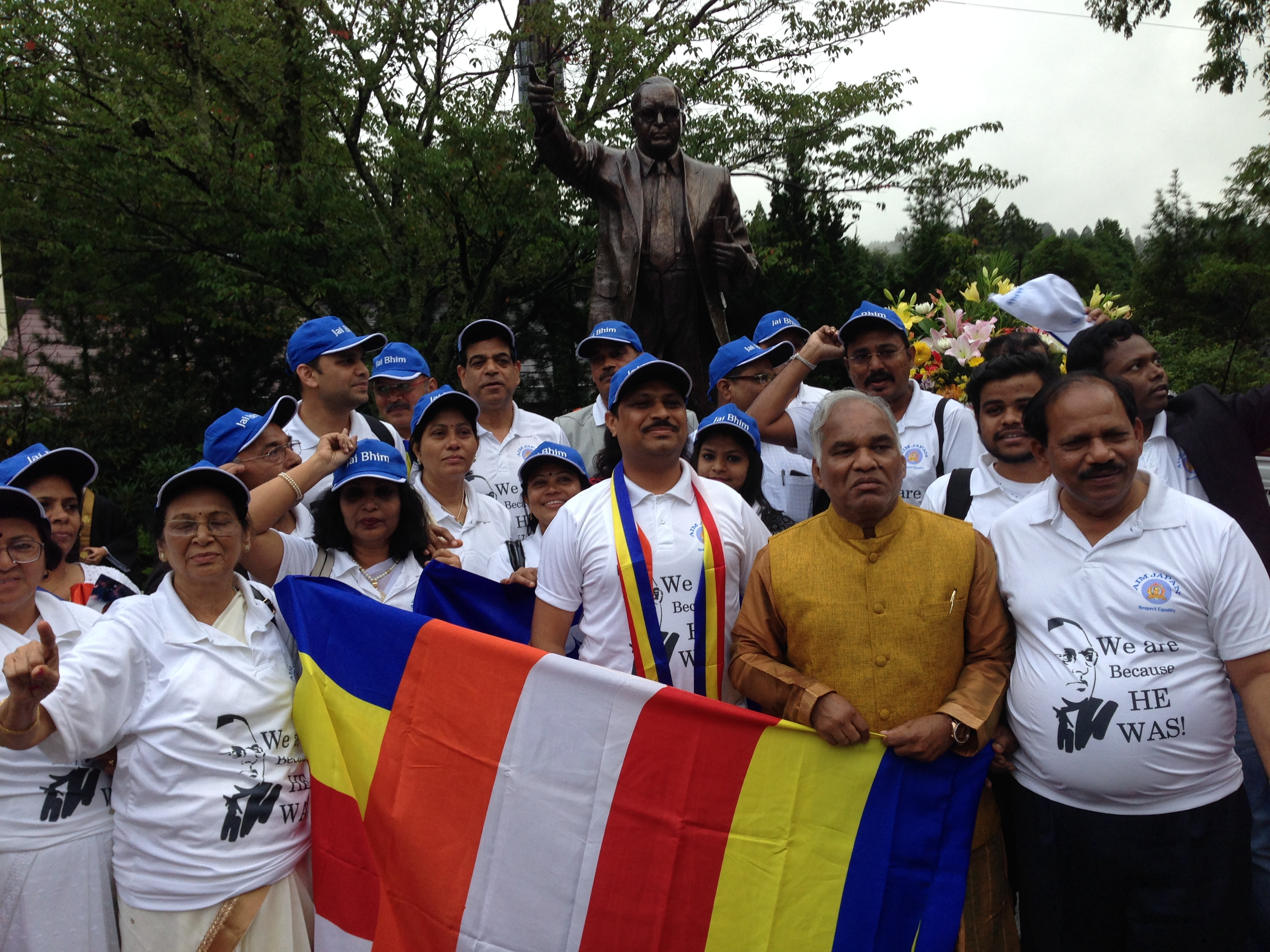
Dr. B.R. Ambedkar's statue was unveiled at Koyasan University in Japan on 10 September 2015, the same day this photo was taken. Ambedkarite people are seen with Ambedkar's statue in the photo.

アンベードカル博士像は、日本の和歌山県にある高野山大学の構内で、ビームラーオ・アンベードカルの業績を記念して建てられた銅像。

## 著書
- 『ブッダとそのダンマ』山際素男 訳、三一書房、1987年3月。ISBN 978-4-380-87202-0。 - 原タイトル：The Buddha and his dhamma。2nd ed.
  - 『ブッダとそのダンマ』山際素男 訳、光文社〈光文社新書〉、2004年8月17日。ISBN 4-334-03265-6。 - アンベードカル & 山際 1987の増訂。
- 『カーストの絶滅』山崎元一・吉村玲子 訳、明石書店〈インド―解放の思想と文学 第5巻〉、1994年6月1日。ISBN 4-7503-0598-7。 - 付（19p16cm）：インド仏教徒との交流活動の紹介。

## 関連文献
- 荒松雄『三人のインド人　ガンジー,ネール,アンベドカル』柏樹社〈柏樹新書〉、1972年。ASIN B000J9G1QO。
- 藤吉慈海、『南方仏教－その過去と現在－』、1977年、平楽寺書店
- 『夜明けへの道』岡本文良 作、こさかしげる 画、金の星社〈新・文学の扉 19〉、1993年12月。ISBN 4-323-01749-9。 - アンベードカルと佐々井秀嶺の伝記的物語。
- ダナンジャイ・キール『不可触民の父アンベードカルの生涯』山際素男 訳、三一書房、1983年5月。ASIN B000J7ENJ8。 - アンベードカルの肖像あり。原タイトル：Ambedkar:life and mission。
  - ダナンジャイ・キール『アンベードカルの生涯』山際素男 訳（新版）、三一書房、1995年5月。ISBN 4-380-95239-8。 - アンベードカルの肖像あり。原タイトル：Dr Ambedkar:life and mission。
  - ダナンジャイ・キール『アンベードカルの生涯』山際素男 訳、光文社〈光文社新書〉、2005年2月16日。ISBN 4-334-03295-8。 - 肖像あり。
- 内藤雅雄 編『近現代南アジアにおける社会集団と社会変動』東京外国語大学アジア・アフリカ言語文化研究所〈南アジアにおける社会集団形成過程に関する比較研究 no.4〉、1991年2月。 - 標題紙等の出版年：1990年。
- 西順蔵、小島晋治 編『アジアの差別問題』明石書店〈世界差別問題叢書 6〉、1986年12月1日。
  - 西順蔵、小島晋治 編『アジアの差別問題』（増補版）明石書店〈世界差別問題叢書 6〉、1993年1月。ISBN 4-7503-0485-9。
- アナント・パイ 編『アンベードカル物語』S.S.リージ 作、ディリップ・カダム 画、村越末男 訳、解放出版社、1985年4月。ISBN 978-4-7592-4400-7。 - 原タイトル：Babasaheb Ambedkar。
- 山崎元一『インド社会と新仏教　アンベードカルの人と思想』刀水書房〈刀水歴史全書 3〉、1979年7月。ISBN 978-4-88708-002-7。 - 付：カースト制度と不可触民制。
- 『近現代インドにおけるカースト差別徹廃運動の研究』山崎元一・国学院大学、1990-1991。 - 文部省科学研究費補助金研究成果報告書。
- ヴァレリアン・ロドリゲス「近代性と宗教に関するアンベードカルの見解」『平等を求めて　南アジアのマイノリティとマジョリティ』龍谷大学アジア仏教文化研究センター〈国際シンポジウムプロシーディングス 2010年度 第1回〉、2011年3月。 - 会期・会場：2011年1月22日、龍谷大学大宮学舎。